# Lambda (brydż)
Lambda to brydżowy system licytacyjny należący do grupy Systemów Słabych Otwarć, został opracowany w 1967 r. przez Łukasza Sławińskiego. Pierwsze otwarcia w tym systemie wyglądają następująco:
```
Pas 13+  
PH
, układ dowolny
1♣   8-12PH, układ zrównoważony, także 5-3-3-2 z longerem w kolorze starszym
1
♦
   0-7 PH, układ dowolny
1
♥
   8-12PH, układ przynajmniej 5-4 z treflami i kierami lub karami i pikami
1♠   8-12PH, układ przynajmniej 5-4 z treflami i pikami lub karami i kierami
1BA  8-12PH, układ przynajmniej 5-4 z treflami i karami lub kierami i pikami
2    8-12PH, 2 w dowolny kolor, jednokolorówka z tym kolorem
2BA  8-12PH, "dzika" dwukolorówka (bardzo duży układ 6-6, 7-6) w dowolnych kolorach
```

Z układem 4-4-4-1 (w niektórych wersjach również 5-4-4-0) otwieramy 1♥,
po ewentualnym relayu 1♠ zgłaszamy 1BA, a po innych odpowiedziach licytujemy rękę
jak jedną z dwukolorówek ♣♥ lub ♦♠.